# 49-й саміт G7
49-й саміт Великої сімки — зустріч на найвищому рівні керівників держав Великої сімки, яка відбулася 19—21 травня 2023 року в місті Хіросіма (Префектура Хіросіма, Японія).

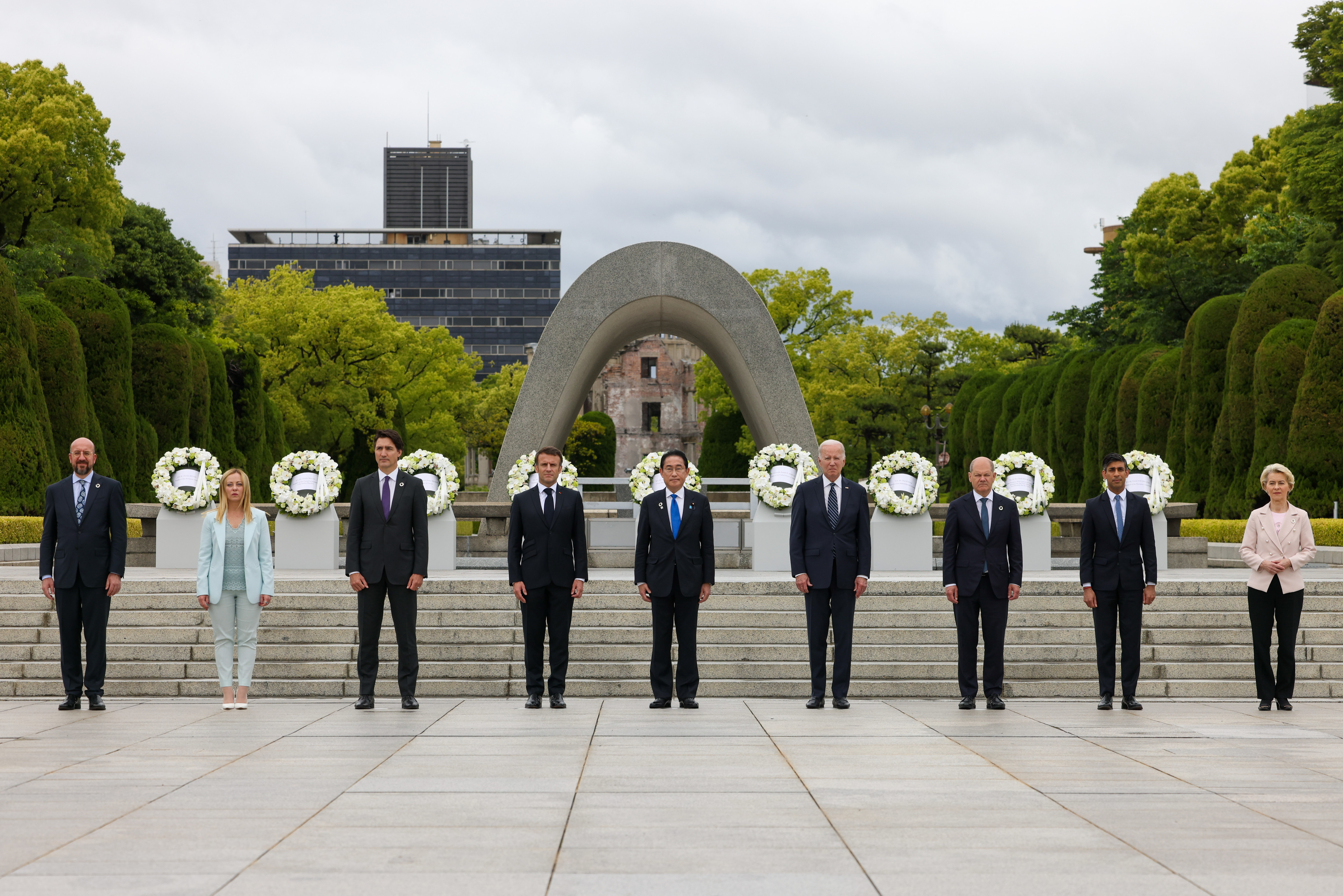

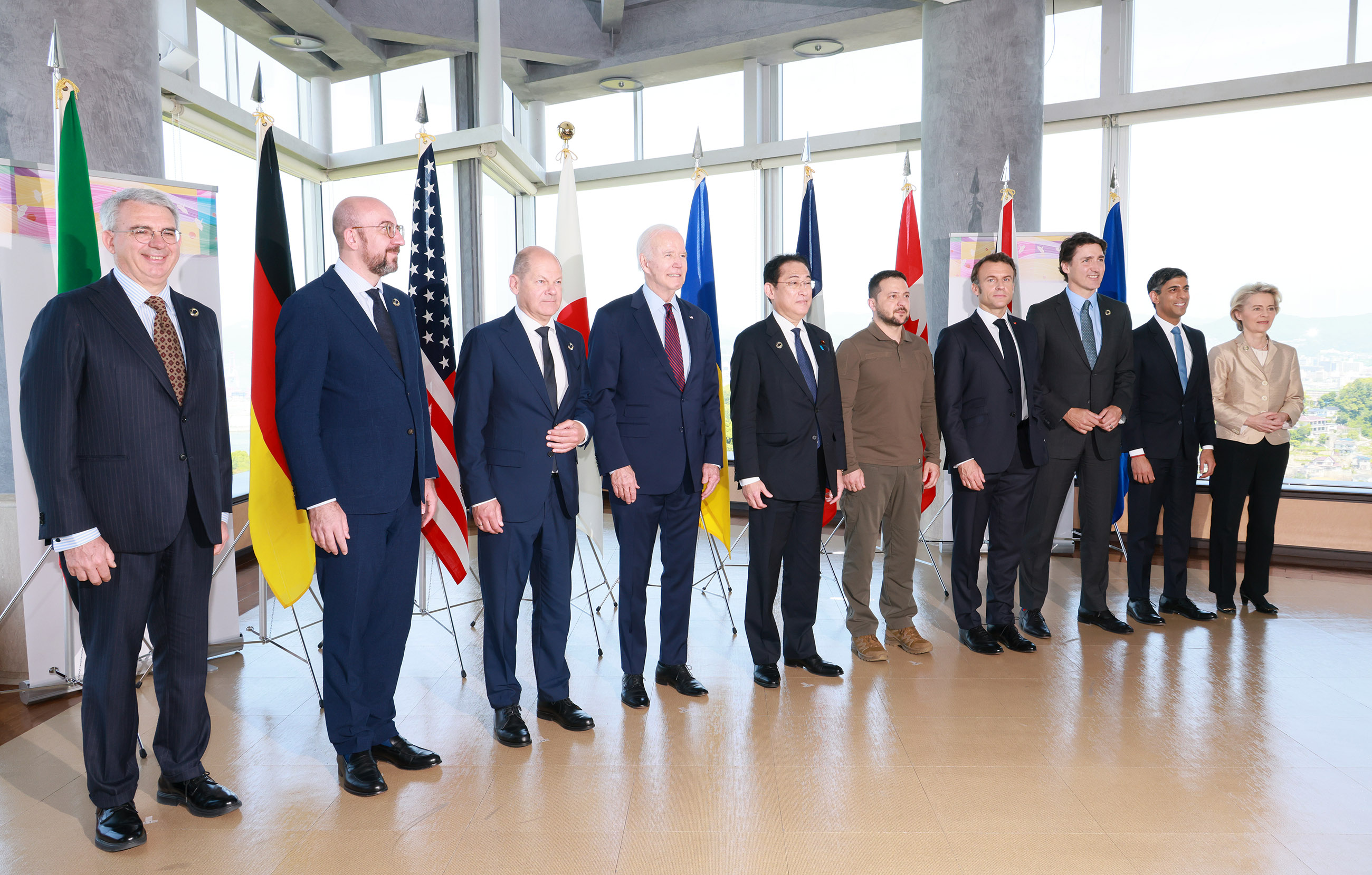

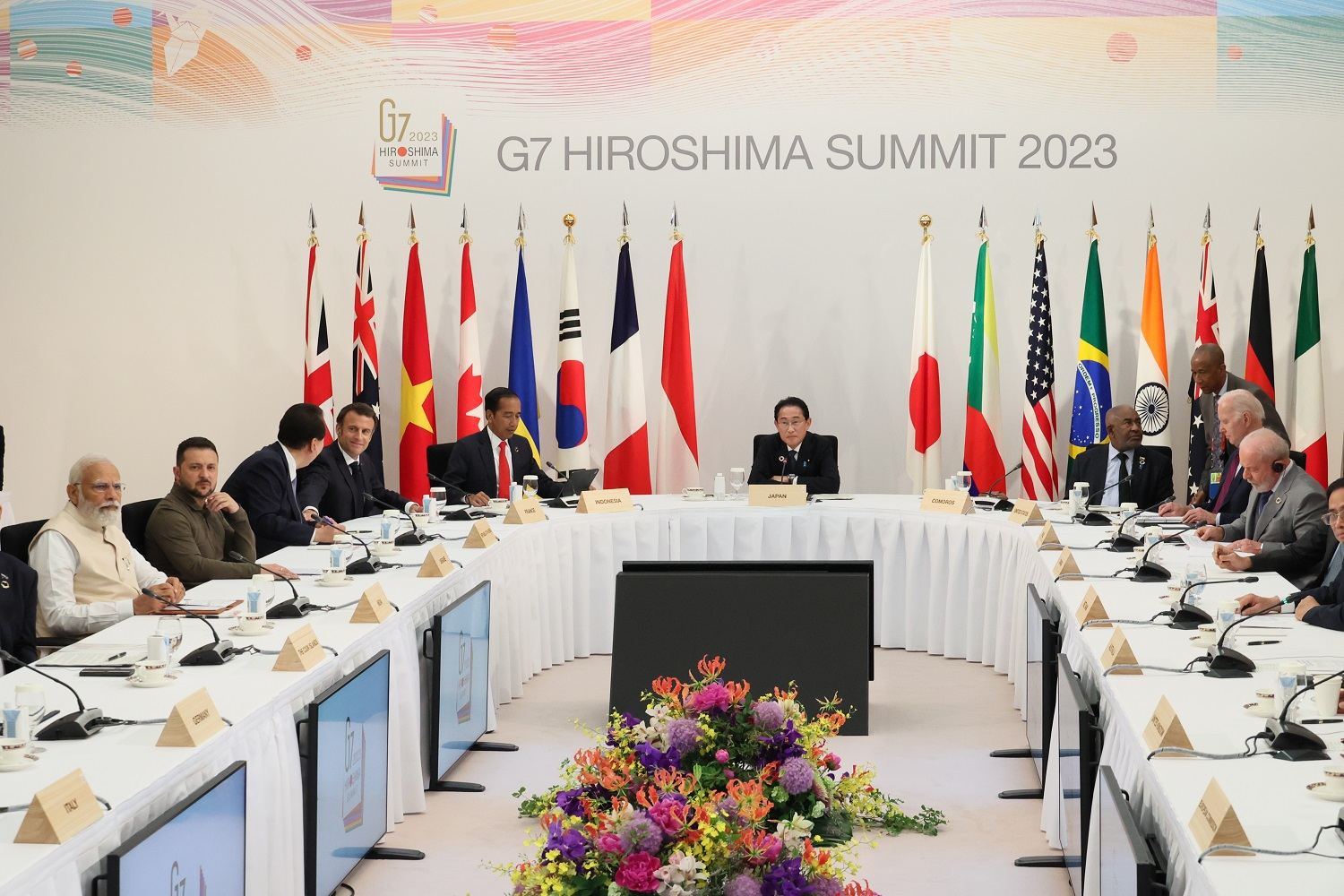

## Учасники
Саміт 2023 року стане першим для прем'єр-міністра Великої Британії Ріші Сунака та прем'єр-міністра Італії Джорджії Мелоні.

### Лідери на саміті
| Країна                       | Країна                                               | Представляє               | Посада               |
| ---------------------------- | ---------------------------------------------------- | ------------------------- | -------------------- |
| Канада                       | Канада                                               | Джастін Трюдо             | Прем'єр-міністр      |
| Франція                      | Франція                                              | Емманюель Макрон          | Президент            |
| Німеччина                    | Німеччина                                            | Олаф Шольц                | Канцлер              |
| Італія                       | Італія                                               | Джорджа Мелоні            | Прем'єр-міністр      |
| Японія                       | Японія (приймальна країна)                           | Фуміо Кішіда              | Прем'єр-міністр      |
| Велика Британія              | Велика Британія                                      | Ріші Сунак                | Прем'єр-міністр      |
| США                          | США                                                  | Джо Байден                | Президент            |
| Європейський Союз            | Європейський Союз                                    | Урсула фон дер Ляєн       | Президент комісії    |
| Європейський Союз            | Європейський Союз                                    | Шарль Мішель              | Президент ради       |
| Запрошені                    |                                                      |                           |                      |
| Гість                        | Гість                                                | Представляє               | Представляє          |
| Австралія                    | Австралія                                            | Ентоні Албаніз            | Прем'єр-міністр      |
| Бразилія                     | Бразилія                                             | Луїз Інасіо Лула да Сілва | Президент            |
| Коморські Острови            | Коморські Острови                                    | Азалі Ассумані            | Президент            |
| Острови Кука                 | Острови Кука                                         | Марк Браун                | Прем'єр-міністр      |
| Індія                        | Індія                                                | Нарендра Моді             | Прем'єр-міністр      |
| Індонезія                    | Індонезія                                            | Джоко Відодо              | Президент            |
| Південна Корея               | Південна Корея                                       | Юн Сок Йоль               | Президент            |
| Україна                      | Україна                                              | Володимир Зеленський      | Президент            |
| В'єтнам                      | В'єтнам                                              | Фам Мінь Тінь             | Прем'єр-міністр      |
|                              | Міжнародне енергетичне агентство                     | Фатіх Бірол               | Виконавчий директор  |
|                              | Міжнародний валютний фонд                            | Крісталіна Георгієва      | Директор-розпорядник |
|                              | Організація економічного співробітництва та розвитку | Матіас Корманн            | Генеральний секретар |
| Організація об'єднаних націй | Організація Об'єднаних Націй                         | Антоніу Гутерреш          | Генеральний секретар |
|                              | Світовий банк                                        | Девід Малпасс             | Президент            |
| ВОЗ                          | Всесвітня організація охорони здоров'я               | Тедрос Аданом Гебреїсус   | Генеральний директор |
|                              | Світова організація торгівлі                         | Нгозі Оконджо-Івеала      | Генеральний директор |

## Очікувані лідери-учасники

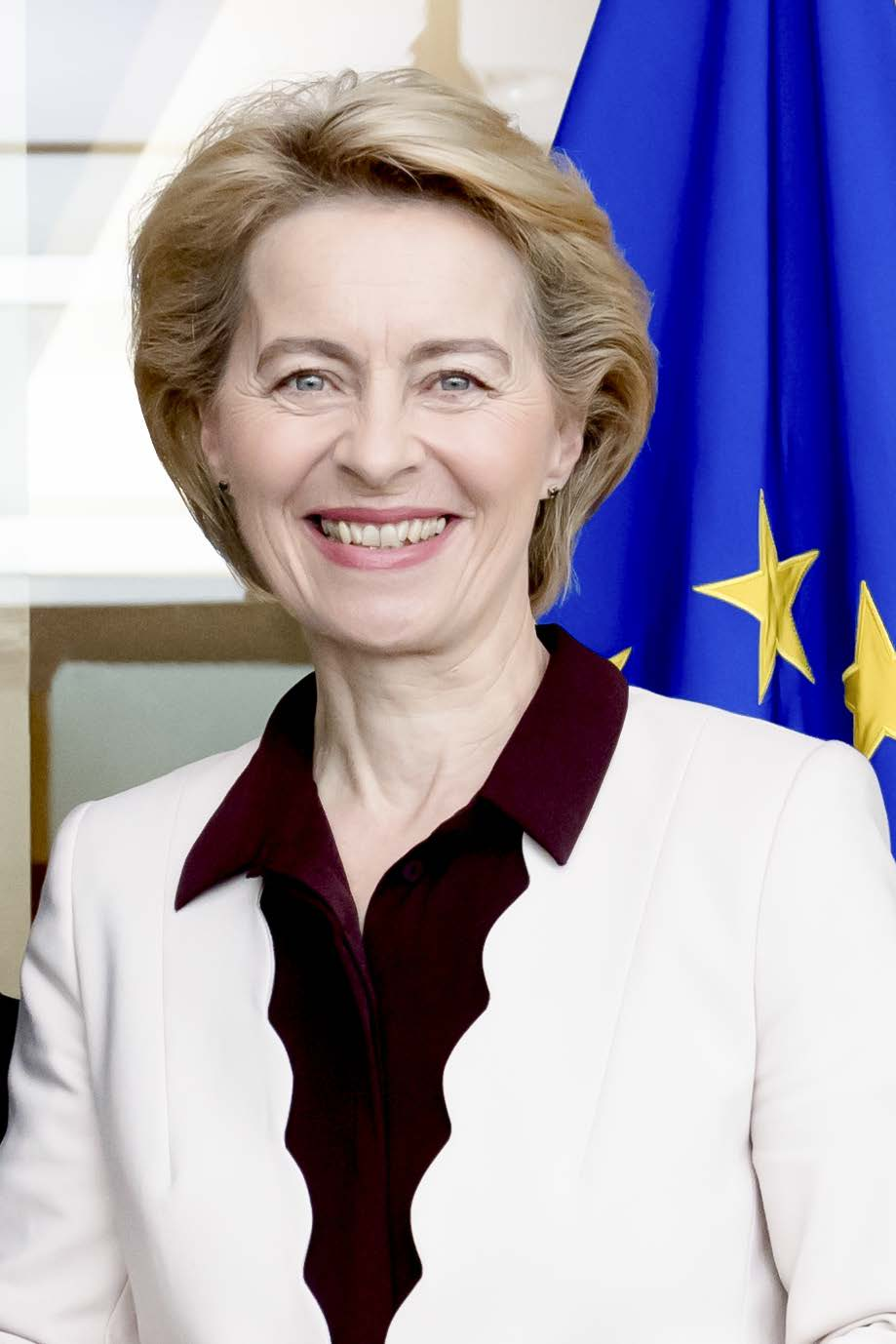
' Урсула фон дер Ляєн, Президент Європейської комісії
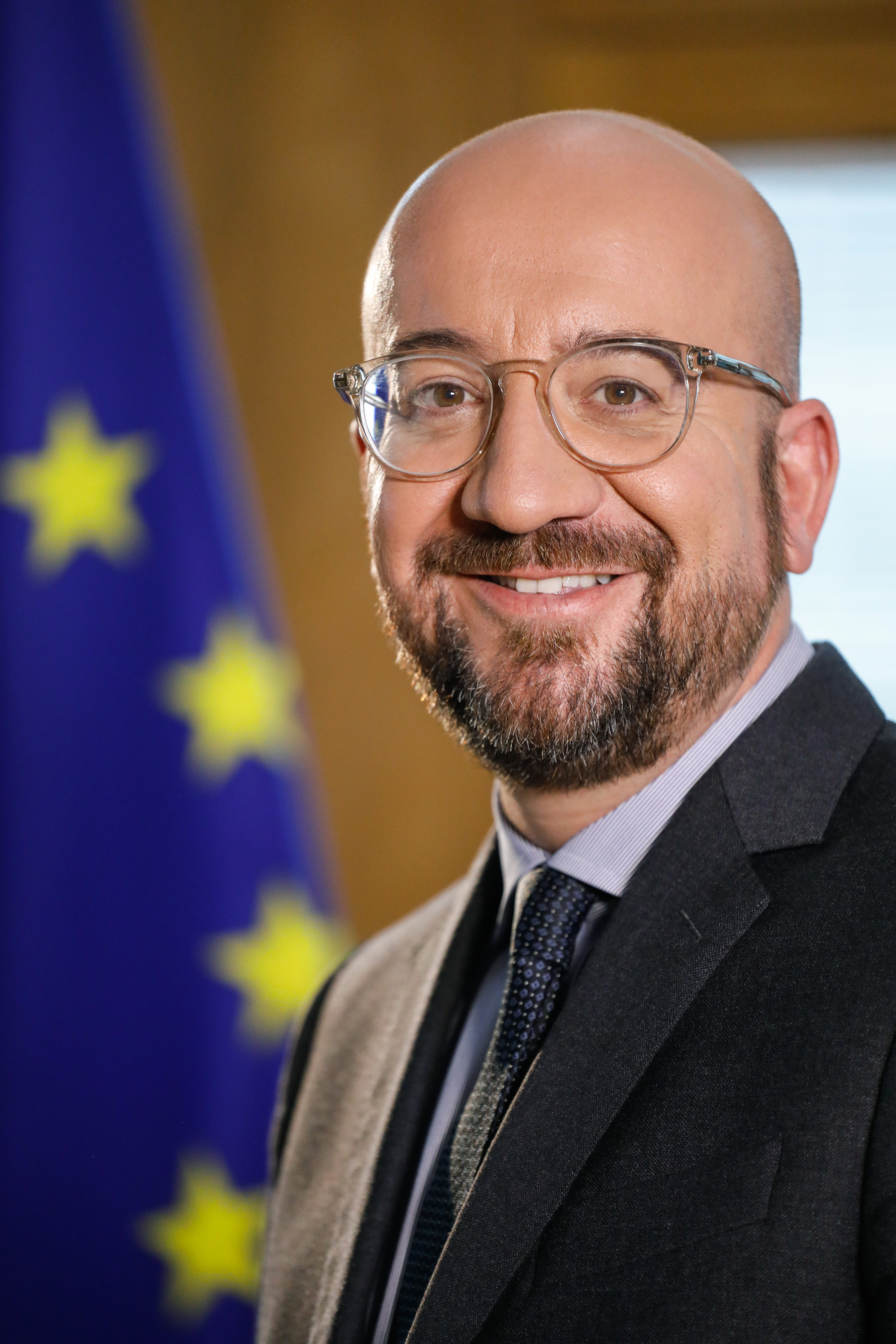
' Шарль Мішель, Президент Європейської ради

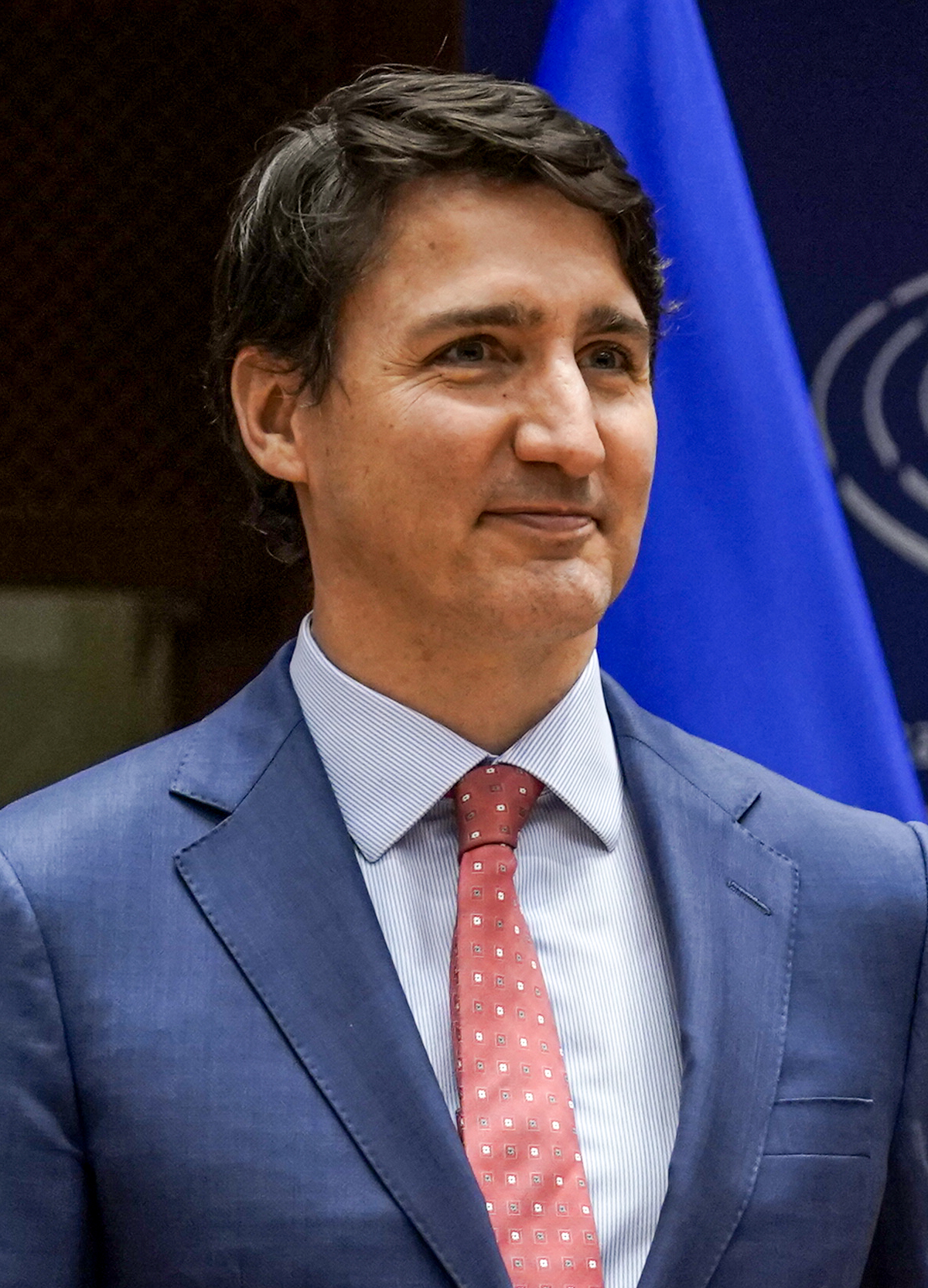
Канада Джастін Трюдо, Прем'єр-міністр
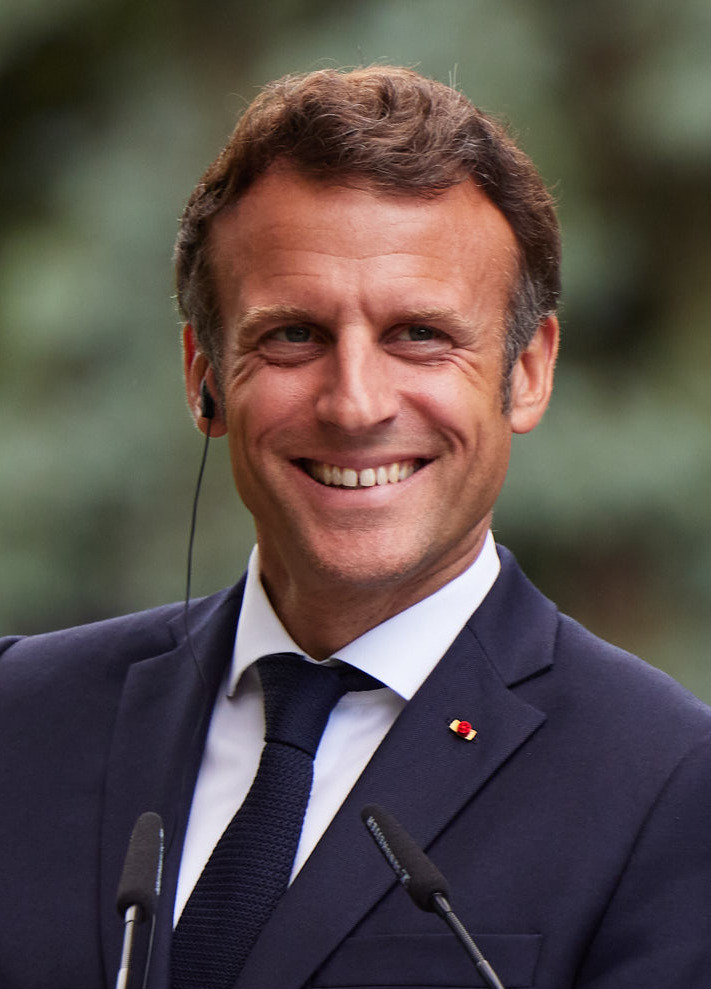
Франція Емманюель Макрон, Франції
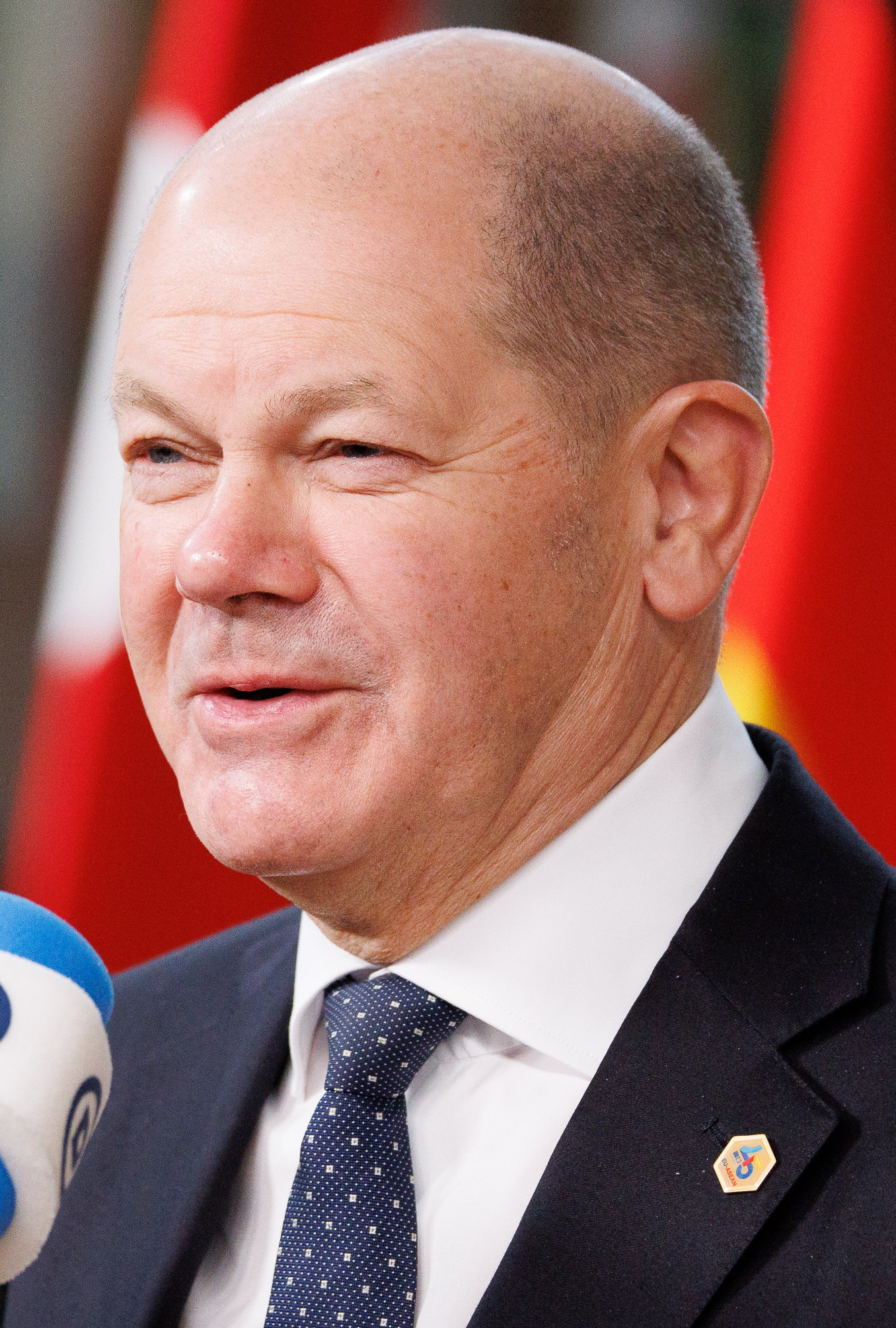
Німеччина Олаф Шольц, Канцлер
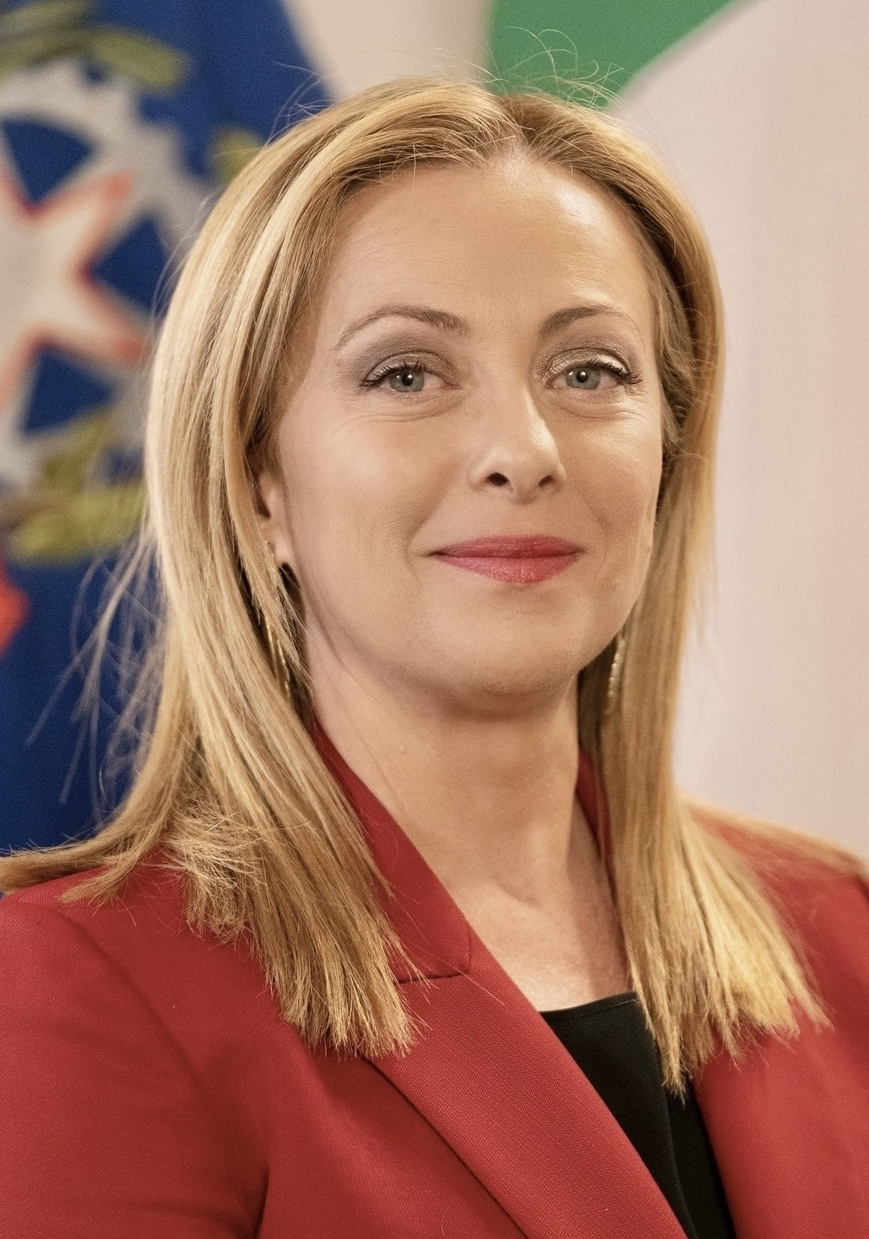
Італія Джорджа Мелоні, Прем'єр-міністр
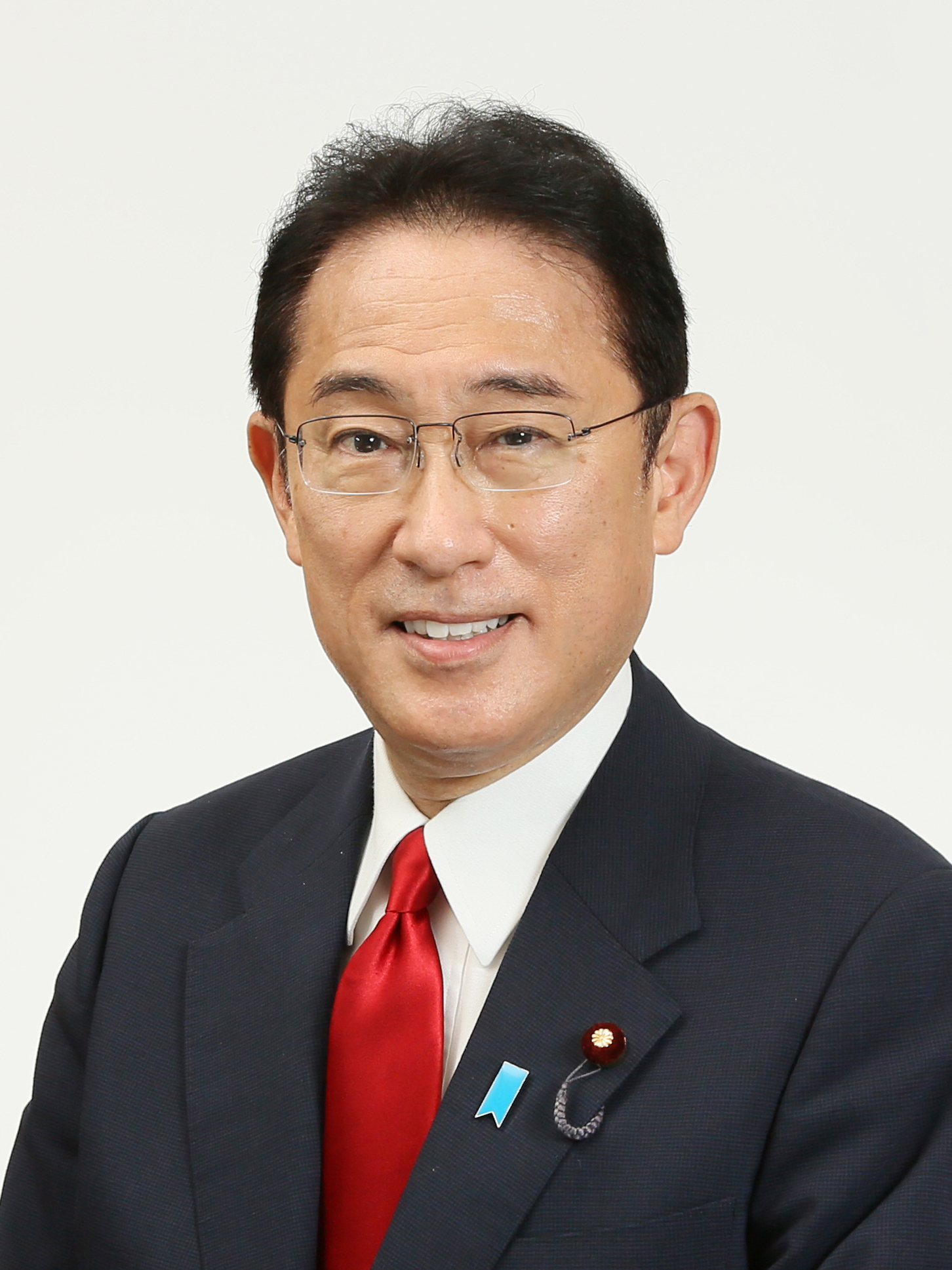
Японія Фуміо Кішіда, Прем'єр-міністр (приймальна сторона)
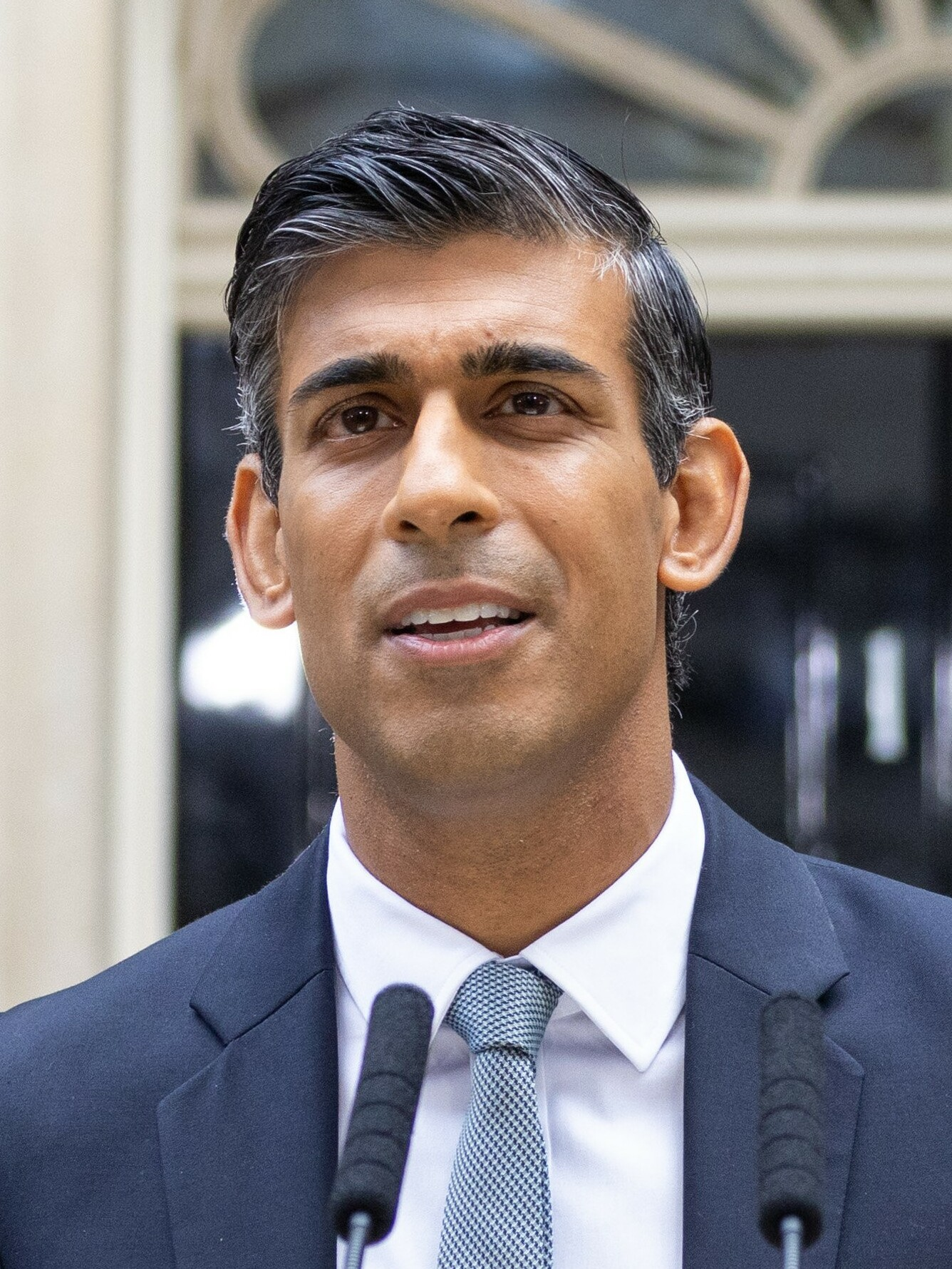
Велика Британія Ріші Сунак, Прем'єр-міністр
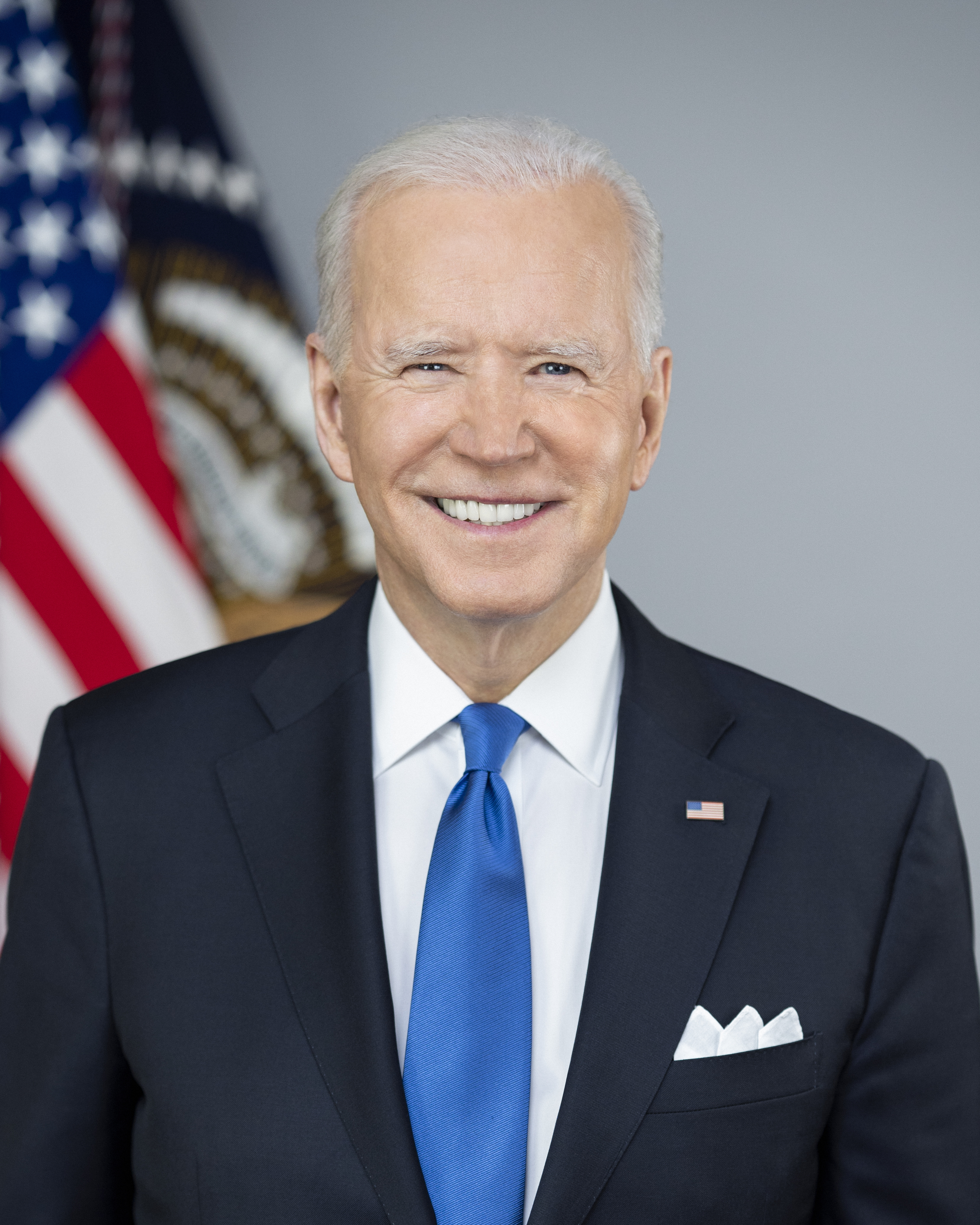
Джо Байден, Президент

- Європейський Союз
Урсула фон дер Ляєн,
Президент Європейської комісії
- Європейський Союз
Шарль Мішель,
Президент Європейської ради

### Запрошені гості

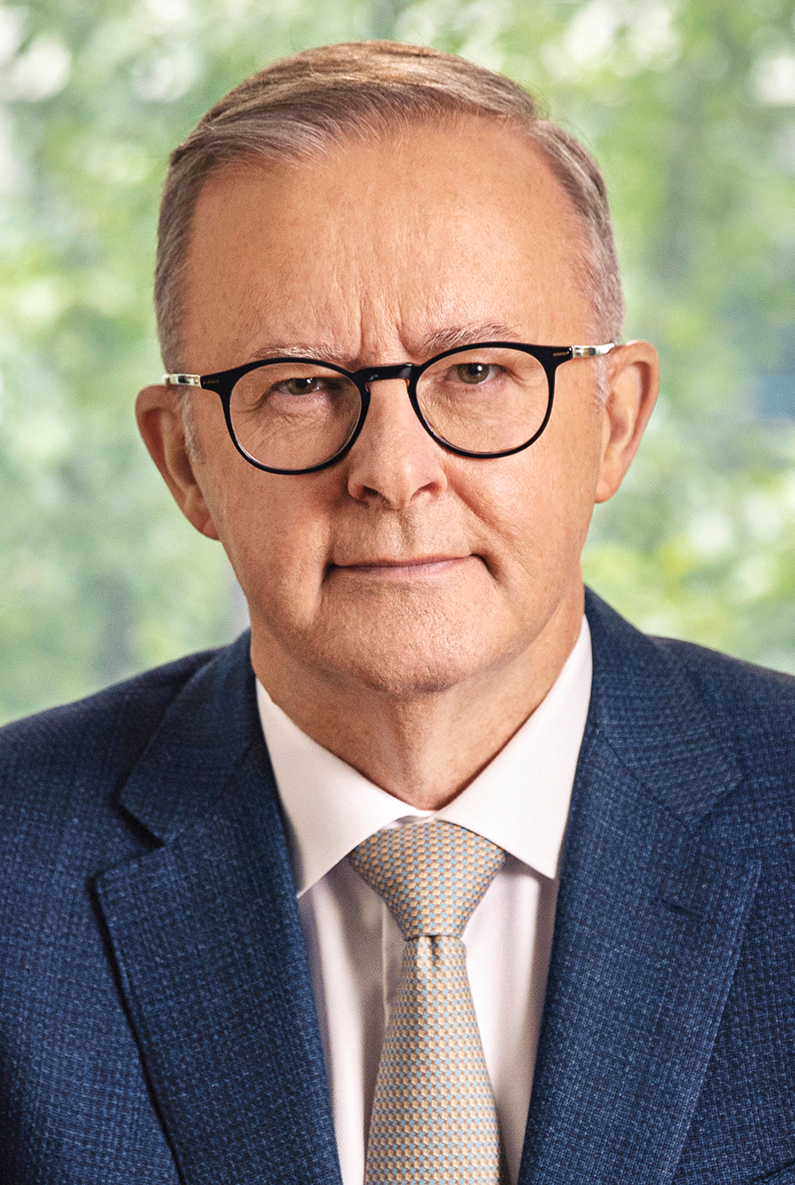
AUS Ентоні Албаніз, Прем'єр-міністр, Господар Чотиристороннього діалогу з питань безпеки у 2023 році
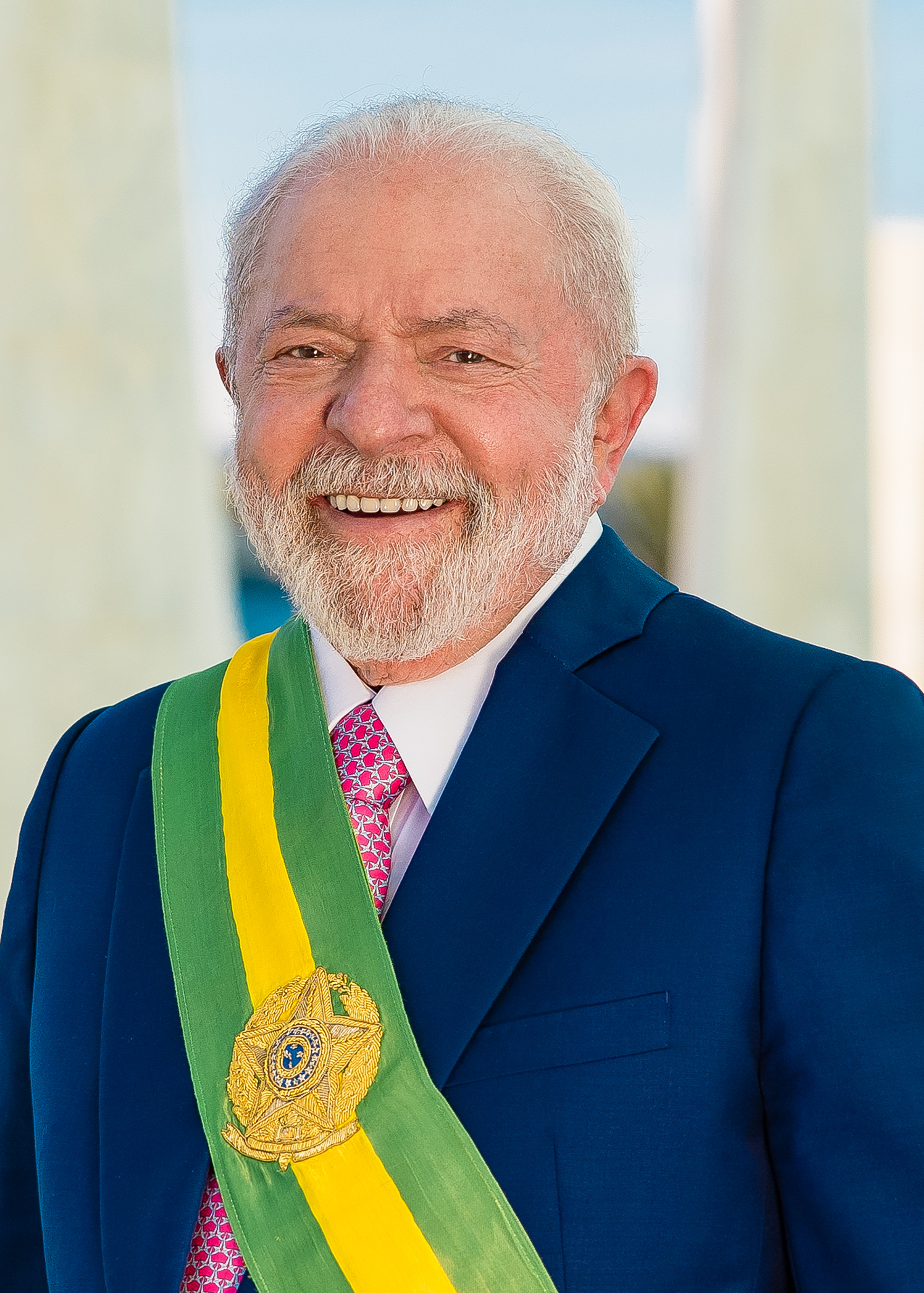
BRA Луїз Інасіо Лула да Сілва, Президент, Голова Амазонського пакту у 2023 році
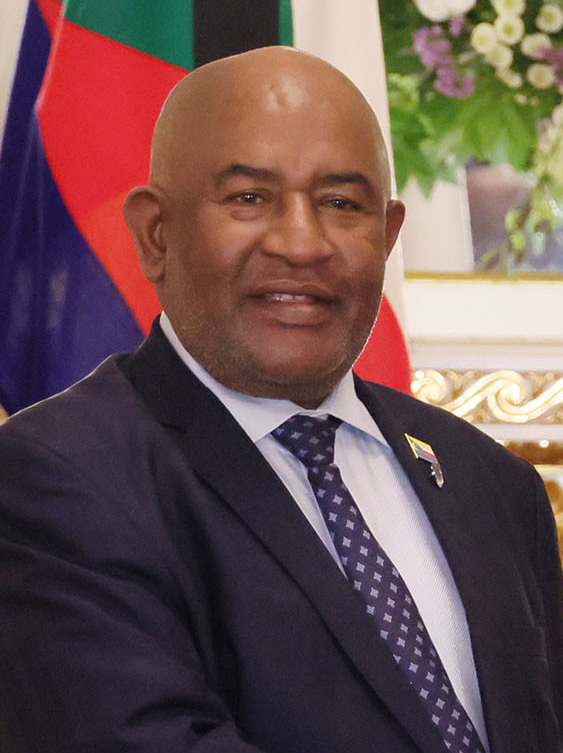
COM Азалі Ассумані, Президент, Голова Африканського Союзу у 2023 році
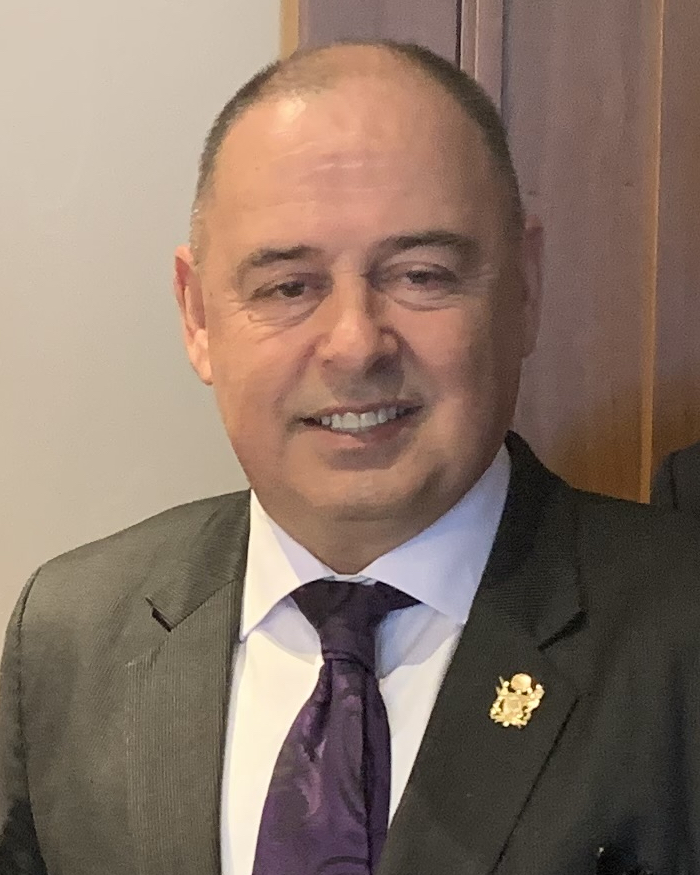
COK Марк Браун, Прем'єр-міністр, Голова Форуму тихоокеанських островів у 2023 році
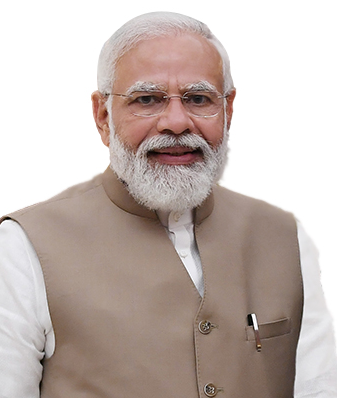
IND Нарендра Моді, Прем'єр-міністр, Хозяїн Саміту G-20 у Нью-Делі у 2023 році.
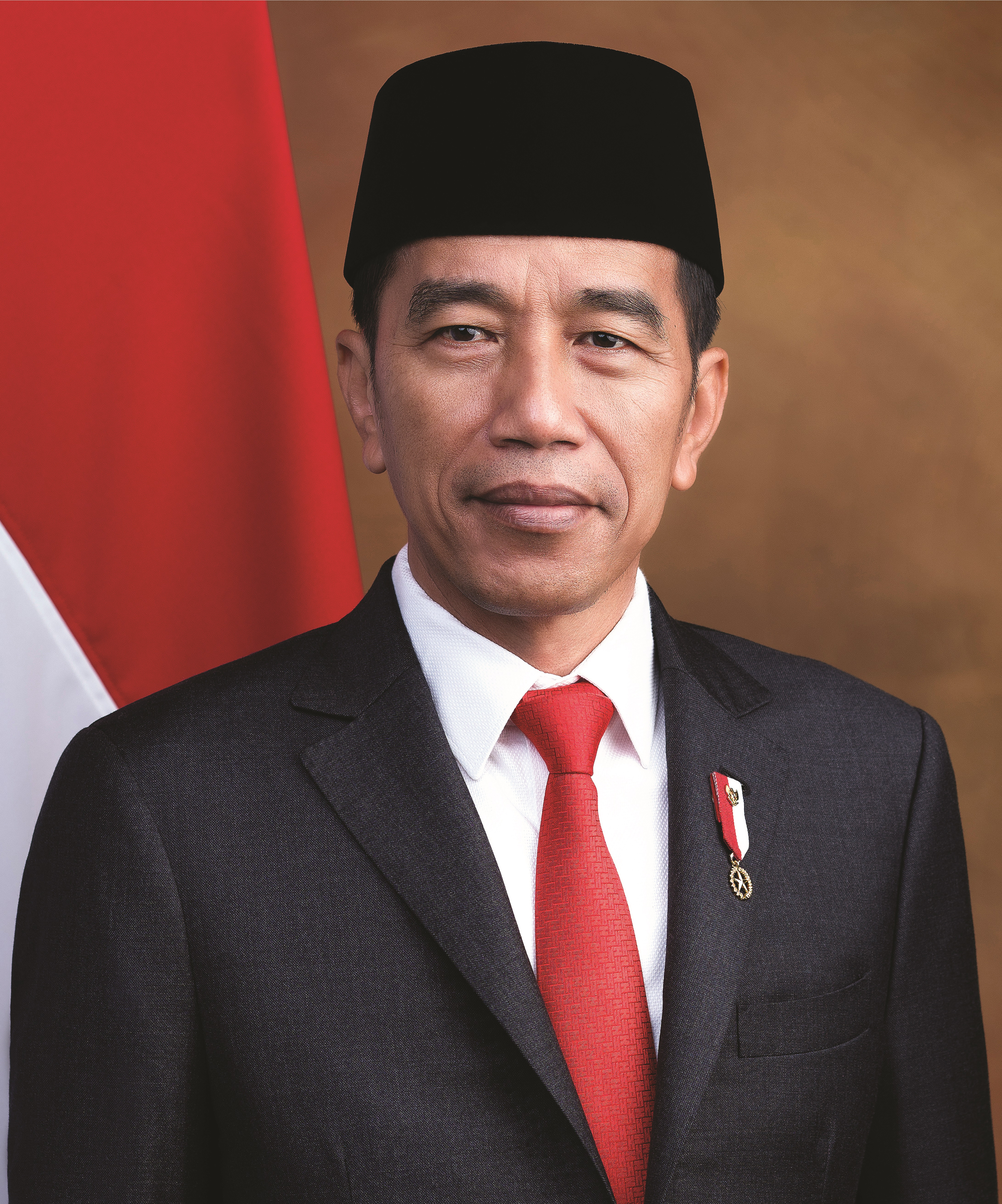
IDN Джоко Відодо, Президент, Голова Асоціації держав Південно-Східної Азії у 2023 році
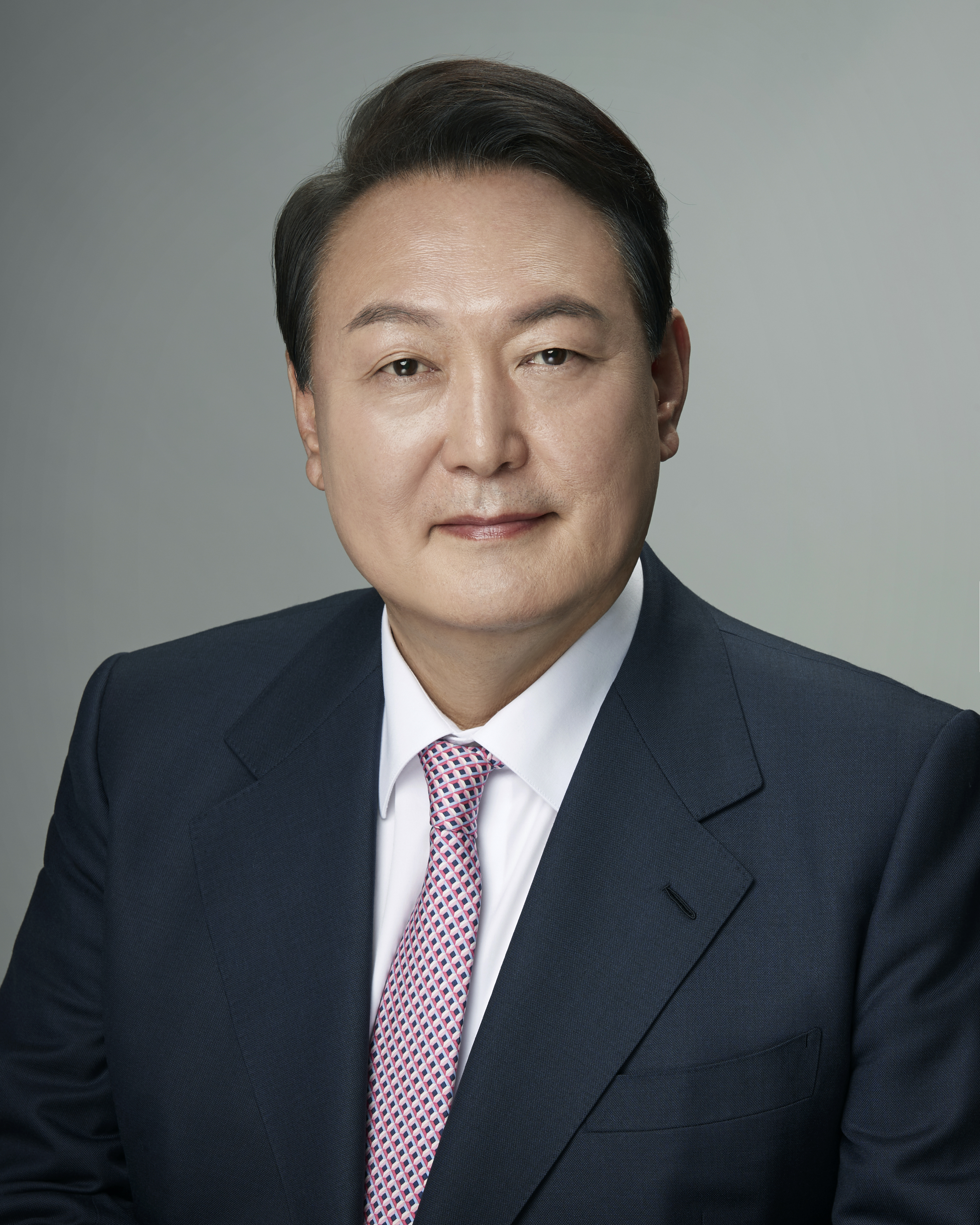
KOR Юн Сок Йоль, Президент
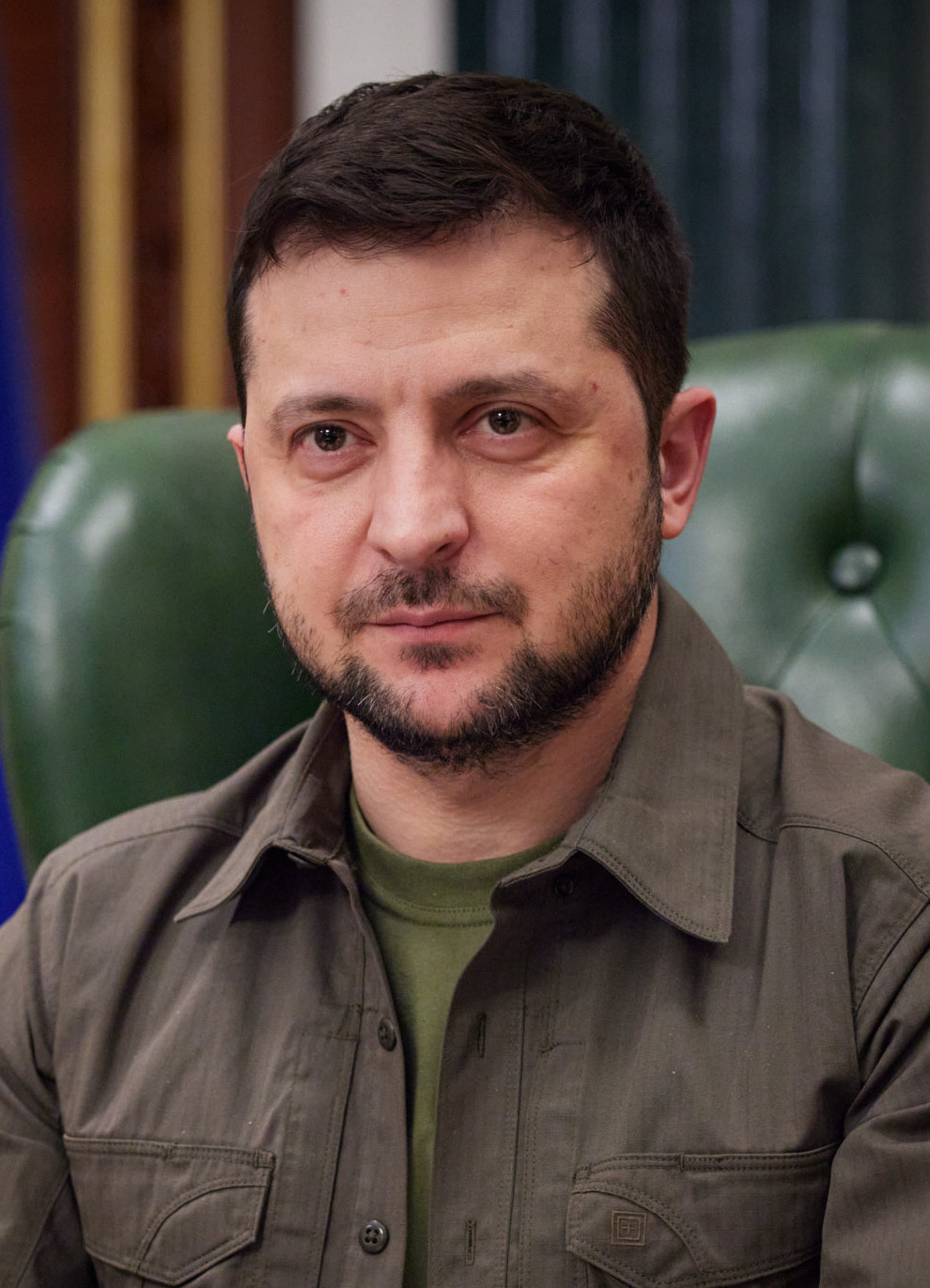
UKR Володимир Зеленський, Президент
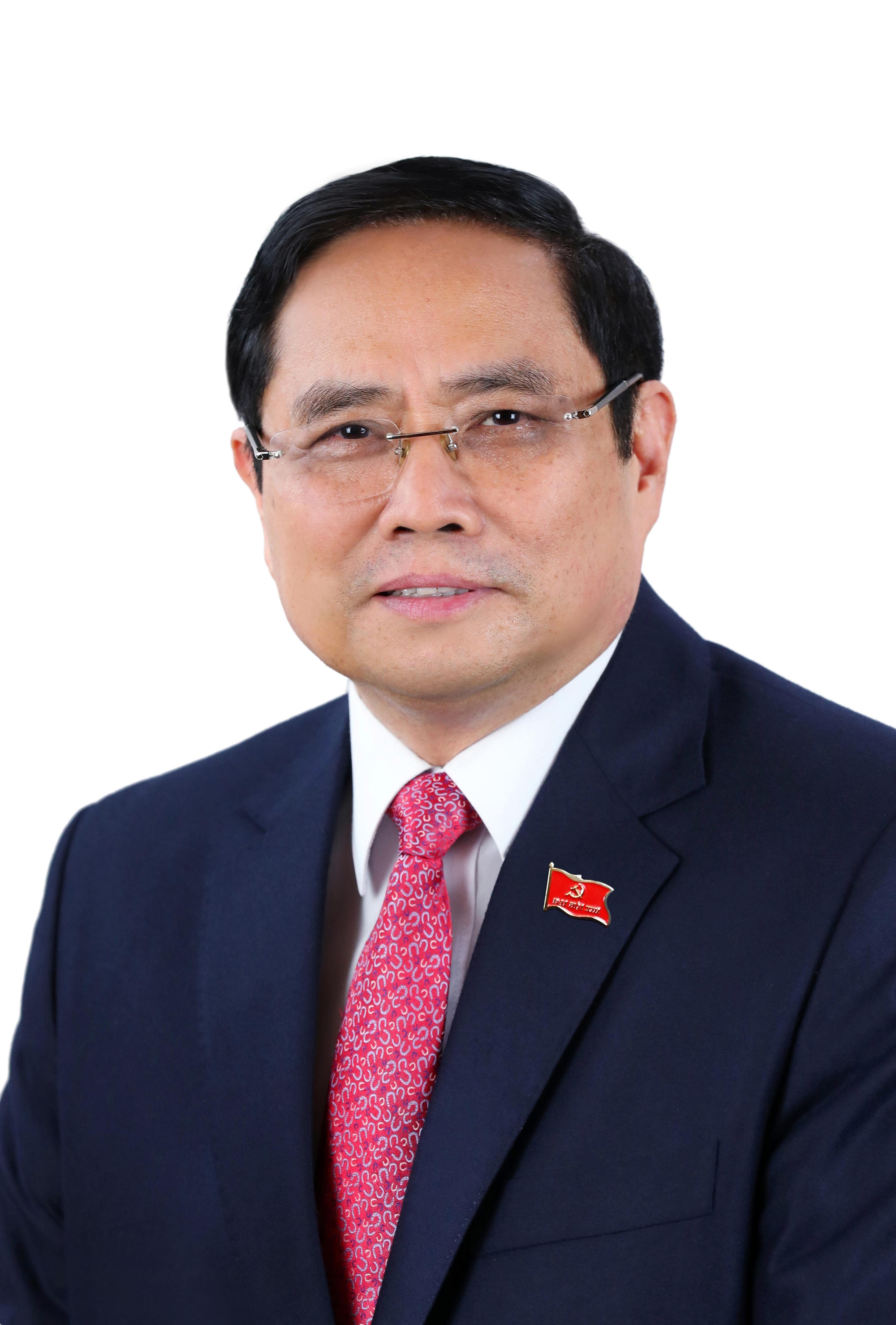
VNM Фам Мінь Тінь, Прем'єр-міністр

- Австралія
Ентоні Албаніз, Прем'єр-міністр,
Господар Чотиристороннього діалогу з питань безпеки у 2023 році
- Бразилія
 Луїз Інасіо Лула да Сілва, Президент,
 Голова Амазонського пакту у 2023 році
- Коморські Острови
 Азалі Ассумані, Президент,
Голова Африканського Союзу у 2023 році
- Острови Кука
Марк Браун, Прем'єр-міністр,
Голова Форуму тихоокеанських островів у 2023 році
- Індія
Нарендра Моді, Прем'єр-міністр,
Хозяїн Саміту G-20 у Нью-Делі у 2023 році.
- Індонезія
Джоко Відодо, Президент,
Голова Асоціації держав Південно-Східної Азії у 2023 році
- Південна Корея
Юн Сок Йоль, Президент
- Україна
Володимир Зеленський, Президент
- В'єтнам
Фам Мінь Тінь, Прем'єр-міністр

## Події, що передували
18 лютого 2023 року в Німеччині відбулася перша із серії зустрічей міністрів закордонних справ країн «Великої сімки» з участю міністра закордонних справ України.
24 лютого 2023 року, через рік після початку відкритого воєнного нападу Росії на Україну, відбулася відеоконференція за участю лідерів G7. Після вступного слова прем'єр-міністра Кишіди як голови саміту та заяви президента України Володимира Зеленського відбулася дискусія лідерів G7. За підсумками зустрічі було опубліковано заяву лідерів G7.
19 березня 2023 року міністри закордонних справ «Великої сімки» рішуче засудили запуск Північною Кореєю ще однієї міжконтинентальної балістичної ракети 16 березня, яка підриває регіональний і міжнародний мир і безпеку.
12 квітня 2023 року міністри фінансів та керівники центральними банками країн «Великої сімки» зустрілися у Вашингтоні та опублікували заяву, в якій пообіцяли забезпечити стабільність фінансової системи та диверсифікацію ланцюжка постачання.
З 16 до 18 квітня 2023 року в Каруїдзава, що у префектурі Наґано відбулася друга зустріч міністрів закордонних справ країн «Групи семи». Високопоставлені дипломати G7 обговорили можливість вироблення єдиного меседжу про побоювання з приводу Китаю після суперечливих заяв президента Франції Емманюеля Макрона. За підсумками зустрічі їх заяви в комюніке знову рішуче засуджують необґрунтовану, неспровоковану і незаконну агресивну війну Росії проти України. Міністри закордонних справ також підтвердили важливість вільного та відкритого Індо-Тихоокеанського регіону та засудили запуски північнокорейськими балістичними ракетами. Протягом цього періоду Південна Африка була повідомлена про те, що голова Африканського союзу (Коморські Острови) буде запрошений на саміт замість неї, викликаючи припущення, що Південна Африка була виключена через її некритичну дипломатичну позицію щодо Росії у війні.